# Корупційний скандал в італійському футболі (1986)
Італійський футбольний букмекерський скандал 1986 року (італ. Scandalo italiano del calcioscommesse del 1986), також відомий як Тотонеро-1986 — це розслідування 1986 року ряду незаконних ставок, пов'язаних з деякими футбольними матчами в професійних лігах Італії.
Розслідування, яке відбулося після подібної історії, що спалахнула в 1980 році, було породжене деякими перехопленнями телефонних розмов і проводилося прокурором Турина Джузеппе Маработто.

## Історія
2 травня 1986 року Армандо Карбоне, помічник Італо Аллоді (на той час головного тренера «Наполі»), був заарештований і зізнався в існуванні ставок щодо деяких футбольних матчів у професійних лігах, від Серії А до Серії C2, з 1984 по 1986 рік. Даріо Мараскін, тодішній президент клубу «Ланероссі Віченца», зізнався, що заплатив 120 мільйонів лір за перемогу в матчі проти «Асті» та плей-оф проти «П'яченци» в чемпіонаті Серії C1 1984/85 років, але стверджував, що не фальсифікував жодного матчу Серії В 1985/86. Насправді було зібрано кілька перехоплених телефонних розмов, які довели протилежне, зокрема у зустрічах проти «Монци» та «Перуджі». Згодом президент «Перуджі» Спартако Джіні визнав, що його клуб скоїв спортивні порушення.
В результаті під розслідування FIGC потрапили клуби «Барі»*, «Наполі»* та «Удінезе» з Серії А, «Брешія»*, «Кальярі», «Емполі»*, «Лаціо», «Монца»*, «Палермо», «Перуджа», «Самбенедеттезе»*, «Трієстіна», «Ланероссі Віченца» з Серії B, «Кавезе», «Фоджа», «Реджиана»*, «Каррарезе»* і «Салернітана»* з Серії C1 та «Про Верчеллі»* з Серії C2. Деякі з них були виправдані по ходу розслідування (позначені зірочкою), а інші понесли різні покарання.

## Первинне рішення
Дисциплінарна комісія Lega Nazionale Professionisti та футбольної ліги Серії С оприлюднила вироки відповідно 5 та 9 серпня 1986 року з наступними рішеннями, які набули чинності з 9 серпня для Серії А та В та з 11 серпня для Серії С1 і C2;

### Серія А
Клуб
- «Удінезе»: виліт до Серії В.

Представники клубу
- Тіто Корсі (генеральний менеджер «Удінезе»): 5 років дискваліфікації
- Ламберто Мацца (президент «Удінезе»): 5 років дискваліфікації
- Франко Янич (спортивний директор «Барі»): 1 рік дискваліфікації
- Італо Аллоді (спортивний директор «Наполі»): виправданий.

### Серія B
Клуби
- «Перуджа»: виключення з Серії C1 і пониження до Серії C2 із 5 штрафними очками.
- «Лаціо»: пониження до Серії C1.
- «Ланероссі Віченца»: не допущений до Серії А.
- «Кальярі»: 5 штрафних очок у чемпіонаті 1986/87
- «Палермо»: 5 штрафних очок у чемпіонаті 1986/87
- «Трієстіна»: 1 штрафний бал у чемпіонаті 1985/86, 4 штрафні очки в чемпіонаті 1986/87.

Представники клубів
- Спартако Джіні (президент «Перуджі»): 5 років
- Даріо Мараскін (президент «Ланероссі Віценци»): 5 років.
- Ренцо Улів'єрі (тренер «Кальярі»): 3 роки.
- Джанкарло Сальві (тренер «Ланероссі Віценци»): 3 роки.
- Альдо Агропі (тренер «Удінезе»): 4 місяці.
- Сальваторе Матта (президент «Палермо»): 4 місяці.
- Онофріо Скіллачі (менеджер «Палермо»): 4 місяці.
- Гастоне Ріццато (спортивний директор «Ланероссі Віченци»): 4 місяці.
- Костантіно Роцці (президент «Асколі»): 4 місяці.
- Джорджо Віталі (менеджер «Монци»): 4 місяці.
- Карло Бура (колишній власник «Перуджі»): виправданий.
- Джампаоло П'ячері (колишній тренер «Перуджі»): виправданий.
- Луїджі П'єдімонте (менеджер «Трієстіни»): виправданий.

Футболісти
- Франко Черіллі (Ланероссі Віченца): 5 років
- Джованні Лоріні (Монца): 5 років
- Мауріціо Россі (Пескара): 5 років
- Клаудіо Вінаццані (Лаціо): 5 років
- Джузеппе Геріні (Палермо): 3 роки і 1 місяць.
- Мауріціо Брагін (Тріестіна): 3 роки.
- Валеріо Майо (Палермо): 3 роки.
- Сауро Массі (Перуджа): 3 роки.
- Мауріціо Ронко (Палермо): 3 роки.
- Джакомо Чінеллато (Кальярі): 2 роки.
- Онофріо Бароне (Палермо): 5 місяців.
- Антоніо Богоні (Чезена): 4 місяці.
- Луїджі Каньї (Самбенедеттезе): 4 місяці.
- Анджоліно Гаспаріні (Монца): 4 місяці.
- Тулліо Грітті (Брешія): 4 місяці.
- Тіціано Манфрін (Самбенедеттезе): 4 місяці.
- Сільвано Бенедетті (Палермо): 1 місяць.
- Тебальдо Більярді (Палермо): 1 місяць.
- Массімо Бурсі (Палермо): 1 місяць.
- Джанні Де Б'язі (Палермо): 1 місяць.
- Олів'єро Ді Стефано (Палермо): 1 місяць.
- Франко Фальчетта (Палермо): 1 місяць.
- Андреа Палланч (Палермо): 1 місяць.
- Клаудіо Пеллегріні (Палермо): 1 місяць.
- Маріо Піга (Палермо): 1 місяць.
- Мікеле Пінтауро (Палермо): 1 місяць.
- Ораціо Сорбелло (Палермо): 1 місяць.

### Серія C1
Клуби
- «Кавезе»: виліт до Серії С2 із 5 штрафними очками.
- «Фоджа»: виліт до Серії C2.

Представники клубів
- Гуеріно Амато (президент «Кавезе»): 5 років
- Ернесто Брондзетті (генеральний менеджер «Фоджі»): 5 років.
- Гвідо Магеріні (менеджер «Фіренце»): 5 років
- Джан Філіппо Реалі (менеджер «Сарніко»): 3 роки і 3 місяці.

Футболісти
- Франко Качча (Мекссіна): 5 років.
- Мауро Мелотті (СПАЛ): 3 роки.
- Джованні Вавассорі (Кампанья): 3 роки.
- Альфіо Філософі (Вірескіт Боккалеоне): 1 рік.
- Стефано Донетті (Мартіна): 3 місяці.
- Марко Роміті (Барлетта): 1 місяць.

### Серія C2
Представники клубів
- Антоніо Пігіно (Про Верчеллі): 3 роки.

Футболісти
- Джованні Бідезе (Про Верчеллі): 3 роки.
- Маріо Гвідетті (Про Верчеллі): 4 місяці.

## Апеляційний вирок
У процесі апеляції CAF оприлюднив остаточний вирок 26 серпня 1986 року.

### Серія А
Клуб
- «Удінезе»: 9 штрафних очок у Серії А 1986/87.

Представники клубів
- Тіто Корсі (генеральний менеджер «Удінезе»): 5 років
- Франко Янич (спортивний директор «Барі»): 6 місяців.
- Італо Аллоді (спортивний директор Наполі"): виправданий.
- Ламберто Мацца (президент «Удінезе»): виправданий.

### Серія B
Клуби
- «Перуджа»: виключення з Серії C1 і пониження до Серії C2 із 2 штрафними очками.
- «Ланероссі Віченца»: не допущений до Чемпіонату Серії А.
- «Лаціо»: 9 штрафних очок у чемпіонаті 1986—1987.
- «Кальярі»: 5 штрафних очок у чемпіонаті 1986/87.
- «Палермо»: 5 штрафних очок у чемпіонаті 1986/87.
- «Трієстіна»: 1 штрафний бал у чемпіонаті 1985/86, 4 штрафні очки в чемпіонаті 1986/87

Згодом «Палермо» було виключено з чемпіонату через фінансові проблеми. У сезоні 1986/87 років клуб не брав участі в жодному професійному чи аматорському чемпіонаті, хоча і продовжував грати в Кубку Італії, тоді як у сезоні 1987/88 років заявився у турнірі Серії C2.
Представники клубів
- Спартако Гіні (президент «Перуджі»): 5 років.
- Даріо Марашін (президент «Ланероссі Віченци»): 3 роки.
- Джанкарло Сальві (менеджер «Ланероссі Віченци»): 3 роки.
- Ренцо Улів'єрі (тренер «Кальярі»): 3 роки.
- Альдо Агропі (тренер «Перуджі»): 4 місяці
- Сальваторе Матта (президент «Палермо»): 4 місяці.
- Гастоне Ріццато (спортивний директор «Ланероссі Віченци»): 4 місяці.
- Костянтіно Роцці (президент «Асколі»): 4 місяці.
- Онофріо Шіллачі (менеджер «Палермо»): 4 місяці.
- Джорджо Віталі (менеджер «Монци»): 4 місяці.
- Карло Бура (колишній власник «Перуджі»): виправданий.
- Джампаоло П'ячері (колишній тренер «Перуджі»): виправданий.
- Луїджі П'єдімонте (менеджер «Трієстіни»): виправданий.

Футболісти
- Франко Черіллі (Ланероссі Віченца): 5 років
- Джованні Лоріні (Монца): 5 років
- Мауріціо Россі (Пескара): 5 років
- Клаудіо Вінаццані (Лаціо): 5 років
- Джузеппе Геріні (Палермо): 3 роки і 1 місяць.
- Мауріціо Брагін (Тріестіна): 3 роки.
- Марко Чечіллі (Палермо): 3 роки.
- Валеріо Майо (Палермо): 3 роки.
- Сауро Массі (Палермо): 3 роки.
- Мауріціо Ронко (Палермо): 3 роки.
- Джакомо Чінеллато (Кальярі): 2 роки.
- Онофріо Бароне (Палермо): 5 місяців.
- Антоніо Богоні (Чезена): 4 місяці.
- Луїджі Каньї (Самбенедеттезе): 4 місяці.
- Тулліо Грітті (Брешія): 4 місяці.
- Анджоліно Гаспаріні (Монца): 4 місяці.
- Тіціано Манфрін (Самбенедеттезе): 4 місяці.
- Сільвано Бенедетті (Палермо): 1 місяць.
- Тебальдо Більярді (Палермо): 1 місяць.
- Массімо Бурсі (Палермо): 1 місяць.
- Джанні Де Біазі (Палермо): 1 місяць.
- Олів'єро Ді Стефано (Палермо): 1 місяць.
- Франко Фальчетта (Палермо): 1 місяць.
- Андреа Палланч (Палермо): 1 місяць.
- Клаудіо Пеллегріні (Палермо): 1 місяць.
- Маріо Піга (Палермо): 1 місяць.
- Мікеле Пінтауро (Палермо): 1 місяць.
- Ораціо Сорбелло (Палермо): 1 місяць.

### Серія C1
Клуби
- «Кавезе»: виліт до Серії С2 із 5 штрафними очками.
- «Фоджа»: 5 штрафних очок у чемпіонаті 1986/87.

Представники клубів
- Гуеріно Амато (президент «Кавезе»): 5 років
- Гвідо Магеріні (менеджер «Фіренце»): 5 років
- Джан Філіппо Реалі (менеджер «Сарніко»): 3 роки і 9 місяців.
- Ернесто Брондзетті (генеральний менеджер «Фоджі»): 3 роки.

Футболісти
- Франко Качча (Мессіна): 5 років.
- Джованні Вавассорі (Кампанья): 3 роки і 4 місяці.
- Мауро Мелотті (СПАЛ): 1 рік і 6 місяців.
- Альфіо Філософі (Вірескіт Боккалеоне): 6 місяців.
- Стефано Донетті (Мартіна): 3 місяці.
- Маріо Роміті (Барлетта): 1 місяць.

### Серія C2
Представники клубів
- Антоніо Пігіно (Про Верчеллі): 3 роки.

Футболісти
- Джованні Бідезе (Про Верчеллі): 3 роки і 3 місяці.
- Маріо Гвідетті (Про Верчеллі): 4 місяці.

## Наслідки
- Букмекерський скандал 1986 року стався на особливому етапі італійського футболу; окрім цієї події, того літа збірна Італії, чинний чемпіон світу, вибула у другому раунді чемпіонату світу 1986 року, програвши Франції. Після цих подій президент FIGC Федеріко Сордільйо пішов у відставку.
- Штраф у дев'ять очок дорого коштував «Удінезе» та «Лаціо»; Через них фріульці вилетіли до Серії B наприкінці сезону 1986/87, а римляни зуміли врятуватися від Серії C1 лише завдяки перемозі в плей-оф; без штрафів «Удінезе» залишився б в Серії А, замість якого вищий дивізіон покинуло б «Емполі», тоді як «Лаціо» фінішувало би шостим у турнірній таблиці, відстаючи лише на 2 очки від «Пескари», яка виграла турнір.
- «Кальярі» за результатми сезону опустився до Серії C1, але вилетів би навіть без позбавлення очок.
- «Ланероссі Віченца», якій було скасовано підвищення до Серії А, вилетіла до Серії С1 після невдалого сезону.
- Для «Трієстіни» чотири очки не були вирішальними в тому сезоні, тоді як очко, яке у команди забрали в чемпіонаті 1985/86 років, позбавило їх можливості зіграти у плей-оф за вихід до Серії А. Згодом вона була оштрафована на п'ять очок у сезоні 1987/88 років за організацію договірного матчу проти «Емполі» в сезоні 1985/86 років, і через нове покарання вона була понижена до Серії C1 в кінці наступного сезону.
- В той же час покарання фактично не вплинули на «Перуджу», «Кавезе» і «Фоду».